# Sigillées claires africaines

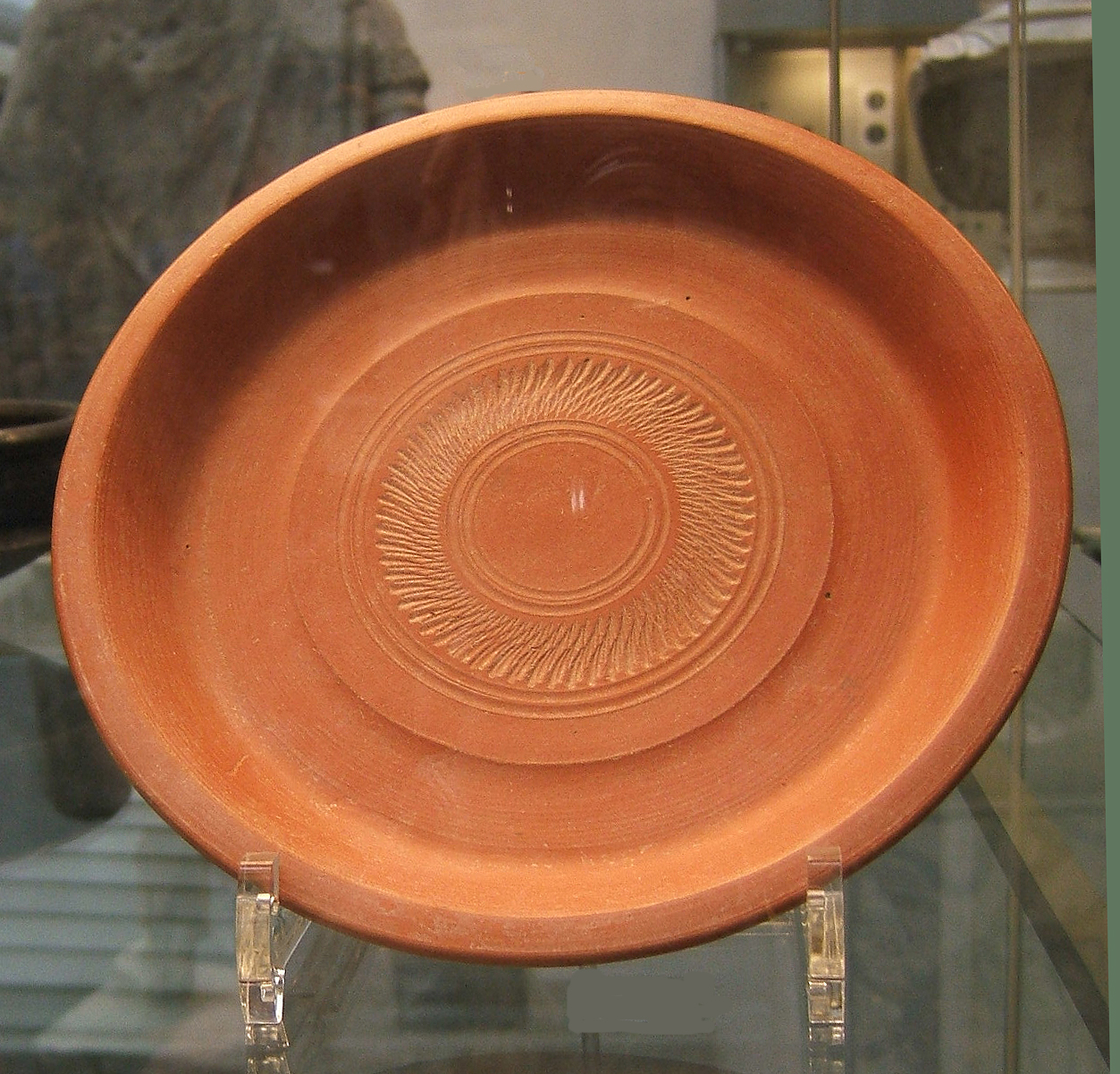
Un plat de sigillée claire de provenance tunisienne, créé vers 350-400 (British Museum).

La sigillée claire africaine est une céramique sigillée fabriquée dans la partie africaine de l'empire romain. 
Sa production s'étale sur cinq siècles, période d'une longueur remarquable en regard de la production d'autres types de céramique (Campanienne, arrétine ou gallo-romaine).

## Types
On peut distinguer trois grands types de sigillée africaine : A, C et D.
La sigillée claire A apparaît dans les centres importateurs à partir de 60 ap. J.-C. Mais selon A. Carandini, la commercialisation n’a commencé qu'après son apparition sur le marché local. La production aurait donc commencé dans la première moitié du Ier siècle, au sein des grands domaines, non dans le cadre d'ateliers de grande taille mais principalement pour les besoins des propriétaires et pour la consommation locale. Ces premières productions sont de facture fine et de qualité malgré leur archaïsme ; de fait, entre le Ier et le IIIe siècle la sigillée claire africaine perd en qualité. Il est possible que la première vague ait été produite par des artisans italiens amenés par les grands propriétaires. Puis vers le milieu du IIe siècle la sigillée africaine prend une facture plus locale. Au IIIe siècle les sigillées africaines perdent leurs caractéristiques originelles qui les rapprochaient des sigillées italiennes et gauloises.
Dès la fin du IIe siècle et le début du IIIe siècle, la céramique sigillée africaine est produite en grande quantité et représente les deux tiers de la céramique de table à Ostie, ainsi que dans l'ensemble des provinces méridionales de l'occident romain. 
Puis vers 230 apparaît la sigillée claire C, elle aussi exportée très largement et souvent en parallèle avec des amphores. À la fin du IIIe siècle, à Ostie, quasiment toute la vaisselle de table est de production africaine. Dès lors les productions céramiques africaines se diffusent sur tout le pourtour du bassin méditerranéen, en Occident mais aussi en Orient et cela jusque vers le milieu du VIIe siècle.[réf. nécessaire]
Entre environ 430 et 530, période d'occupation de l'Afrique du nord par les Vandales, la sigillée africaine disparaît du Proche-Orient : le commerce est interrompu entre ces deux parties de l'ex-empire, et la production baisse peut-être en conséquence. Les sites de la région de Tébourba datés de la fin du IVe siècle et début Ve siècle ont livré des amoncellements de céramique témoins soit de destruction soit d'abandon des sites.
La sigillée claire D est celle de la dernière phase d'évolution de la céramique d'Afrique romaine. Par exemple à Sétif, la sigillée claire D apparaît dans le milieu du IVe siècle, mêlée à des lampes au décor de type paléochrétien.

## Lieux de production
Il existait plusieurs centres de production très dynamiques en Afrique, et il y eut des déplacements des productions. On ignore le lieu de production exact de la sigillée claire A. La Byzacène fut le grand lieu de production de la sigillée C, mais Carthage développa sa propre production à partir de la fin du IIIe siècle. En se déplaçant vers Carthage les productions rejoignaient une concentration de main d’œuvre ainsi qu’un grand port d’embarquement qui permettait de réduire les coûts à l’exportation.[réf. nécessaire]